# Брегель, Юрий Энохович
Юрий Энохович Брегель (13 ноября 1925, Москва, РСФСР — 7 августа 2016, Белмонт, Массачусетс, США) — советский и американский историк, востоковед. Кандидат исторических наук (1961).

## Биография
Сын политэконома Эноха Яковлевича Брегеля (1903—1992) и Софьи Ильиничны Инденбаум (1900—1982). Окончил Харьковское артиллерийское училище (1943), участник Великой Отечественной войны.
Будучи студентом исторического факультета МГУ, был арестован 7 ноября 1949 года по одному делу об «антисоветской организации» с В. Р. Кабо. 24 июня 1950 был осужден ОСО при МГБ СССР по ст. 58-10, ч. 1 и 58-11 УК РСФСР на 10 лет ИТЛ, содержался в КизелЛаге (Пермская область). Постановлением Центральной комиссии по пересмотру дел от 16 августа 1954 срок заключения был сокращён до 5 лет. 31 августа 1954 был освобожден со снятием судимости.
Окончил исторический факультет МГУ в 1956 году. В 1957—1962 годах переводчик, заведующий редакцией публикации памятников Издательства восточной литературы, в 1956—1957 годах и 1962—1973 годах научный сотрудник Института востоковедения АН СССР.
В 1973 году эмигрировал вместе с родителями в Израиль. С 1979 года — в США; профессор университета в Блумингтоне (Индиана, США).
Жена — Лилия Давыдовна Розенберг (1924—2009), специалист в области социальной и экономической истории португальских владений в Индии в 16-17 вв.

## Исследования
Основные направления исследования: тюркология, текстология, история Средней Азии. Инициатор выпуска серии «Памятники литературы народов Востока». Активный участник издания собрания сочинений В. В. Бартольда. Составитель, переводчик, автор предисловия в книге «Пословицы и поговорки народов Востока» (М., 1961), переводчик и автор дополнений книги Ч. А. Стори, «Персидская литература: Био-библиографический обзор», ч. 1-3, М., 1972.

## Сочинения
- Хорезмские туркмены в XIX в., М.: Изд-во вост. лит., 1961;
- Документы архива хивинских ханов по истории и этнографии каракалпаков, М.: Изд-во вост. лит., 1967.
- Bibliography of Islamic Central Asia. Bloomington: Research Institute for Inner Asian Studies, Indiana University, (Indiana University Uralic and Altaic Series) 1995 3 Vols.
- Shir Muhammad Mirab Muni’s and Muhammad Reza Mirab Agahi, Firdaws al-Iqbal: History of Khorezm translated from the Chaghatay and annotated (Leiden: BRILL) 1999.
- An Historical Atlas of Central Asia (Leiden: BRILL) 2003.